# Menemerus zimbabwensis
Menemerus zimbabwensis là một loài nhện trong họ Salticidae.
Loài này thuộc chi Menemerus. Menemerus zimbabwensis được Wanda Wesołowska miêu tả năm 1999.